# هاروئو اینوئه
هاروئو اینوئه (انگلیسی: Haruo Inoue؛ زادهٔ ۱ ژانویهٔ ۱۹۶۳) کارگردان فیلم، و فیلم‌نامه‌نویس اهل ژاپن است.